# Alfredo Ramos Castilho
Alfredo Ramos Castilho, conegut com Alfredo, (27 d'octubre de 1924 - 31 de juliol de 2012) fou un futbolista brasiler.

## Selecció del Brasil
Va formar part de l'equip brasiler a la Copa del Món de 1954.

## Palmarès
São Paulo
- Campionat paulista: 1953, 1957